# Trimiklini
Trimiklini (griechisch Τριμίκλινη) ist eine Gemeinde im Bezirk Limassol in der Republik Zypern. Bei der Volkszählung im Jahr 2021 hatte sie 353 Einwohner.

## Name
Das Dorf existierte im Mittelalter. Auf Karten der venezianischen Zeit ist es als Trimichini gekennzeichnet. Der Überlieferung nach gibt es 3 Versionen für die Herkunft des Ortsnamens: Eine Version besagt, dass der Name von dem in der Antike – sowohl im Sommer als auch im Winter – sehr stabilem Klima, wegen welchen auch Patienten zur Behandlung ins Dorf geschickt wurden.
Eine andere Version besagt, dass der Name von den Wörtern „Thermi Krini“ kommt, welcher mit einer Quelle des Dorfes verbunden wird, die im Dorf existiert und deren Wasser im Sommer kalt und im Winter warm ist. Diese ist als „Quelle von Zeno“ bekannt. Für die Bewohner des Dorfes scheint diese Version am weitesten verbreitet zu sein.
Die letzte Version besagt, dass der Name von der Terpentin-Pistazie stammt, von der viele andere Toponyme auf Zypern stammen. Der ursprüngliche Name muss Trimitini gewesen sein, was ein mit Trimitini bewachsenes Gebiet bedeutet. Dies stimmt auch mit dem mittelalterlichen Namen des Dorfes auf den alten Karten als Trimichini überein.

## Lage und Umgebung

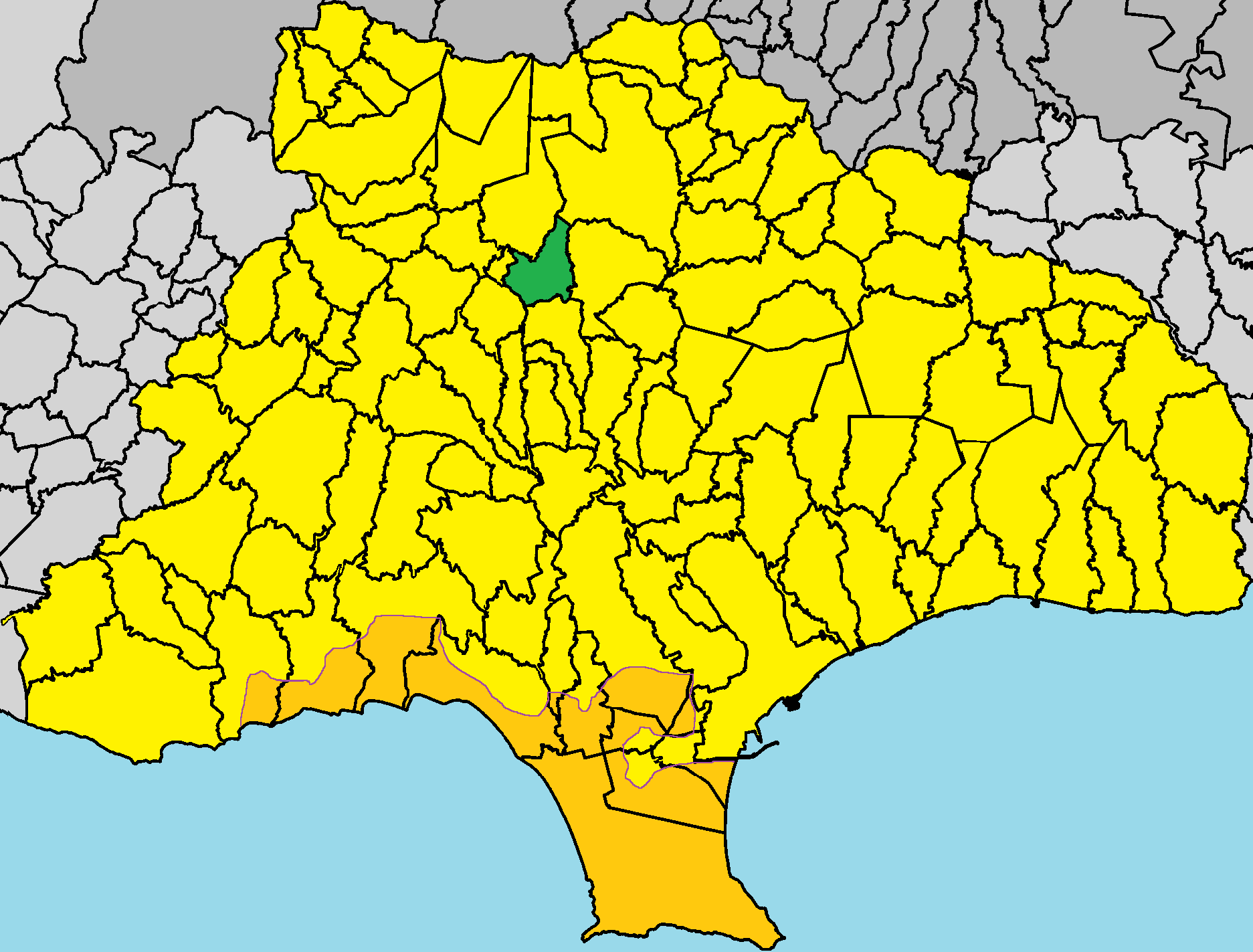
Lage im Bezirk Limassol

Trimiklini liegt auf der Mittelmeerinsel Zypern auf einer Höhe von etwa 545 Metern, etwa 27 Kilometer nordwestlich von Limassol. Das 7,19149 Quadratkilometer große Dorf grenzt im Süden an Lania, im Westen an Silikou und Kouka, im Norden an Moniatis, im Nordosten an Pelendri und im Osten an Agios Mamas. Das Dorf kann über die Straße B8 erreicht werden, die es mit der Stadt Limassol und allen Bergorten des Troodos-Gebirges verbindet. Durch die Gemeinde fließt der Fluss Kouris. In der Siedlung Saittas fließt dieser in einen kleinen Damm und unterfließt eine erhaltene Brücke aus der Zeit der venezianischen Besetzung.
Trimiklini ist von durchgehenden hohen Berggipfeln umgeben, wobei der höchste Berg der Zalaka ist. Das Dorf baut Weinreben (Wein- und Tafelsorten), Mandel-, Oliven- und Obstbäume an. Die größte Produktion sind Pfirsiche, Nektarinen, Birnen und Pflaumen. Bekannt sind Wein und Zivania, die von den Einwohnern auf traditionelle Weise hergestellt werden.

## Bevölkerungsentwicklung
Laut den in Zypern durchgeführten Volkszählungen erlebte die Bevölkerung des Dorfes mehrere Höhen und Tiefen. In den 1970er Jahren wuchs die Bevölkerung der Gemeinde. Danach folgte ein Bevölkerungsrückgang, um bei der vorletzten Volkszählung 2011 wieder zu einem Einwohnerzuwachs zurückzukehren.
Die folgende Tabelle zeigt die Bevölkerung von Trimiklini, wie sie in den in Zypern durchgeführten Volkszählungen erfasst wurde.
| Jahr      | 1881 | 1891 | 1901 | 1911 | 1921 | 1931 | 1946 | 1960 | 1976 | 1982 | 1992 | 2001 | 2011 | 2021 |
| Einwohner | 134  | 172  | 194  | 230  | 279  | 303  | 333  | 330  | 358  | 279  | 254  | 170  | 307  | 353  |